# 世界五大医学雑誌
世界五大医学雑誌(せかいごだいいがくざっし)は、掲載する論文のインパクトファクターの高さにより国際的に信頼されている5種類の総合医学雑誌である。通称・ビッグファイブ、またはビッグ5。
有限会社医学英語総合サービスは｢世界五大医学ジャーナル｣、日本大学薬学部は｢世界五大医学誌｣の表記を採用する。以下のインパクトファクターは、Journal Citation Reportsにて2022年6月28日に発表された2021年のもの。
- 『The Lancet』 - エルゼビア発行 (IF=202.731)[6]
- 『New England Journal of Medicine』 - 米国マサチューセッツ内科外科学会が発行(IF=176.079)[7]
- 『JAMA (Journal of the American Medical Association) 』 - 米国医師会が発行(IF=157.335)[8]
- 『BMJ (British Medical Journal)』 - 英国医師会が発行(IF=93.333)[9]

以上4種類を世界四大医学雑誌と呼ぶこともある。
- 『Annals of Internal Medicine』 - 米国内科学会が発行(IF=51.598)[11]

また、これらに『JAMA Internal Medicine』(IF=44.409)(以前はArchives of Internal Medicineと呼ばれていた)を加えて「世界六大医学雑誌」とすることもある。
これらはいずれも、19世紀から20世紀の初頭にかけて創刊された雑誌で、長い歴史を持つ。五大医学雑誌以外では、20世紀後半からNature Medicine (IF=87.241)、Archives of Internal Medicineなどが台頭している。また、医学の特定分野のリーダー的雑誌も存在する(Circulation、Chest、Cancerなど)。